# ゼロ (警察)
ゼロとは、日本の公安警察で協力者運営などの情報収集（作業と呼ぶ）の統括を担当する係。かつてはサクラ、四係、チヨダと呼ばれた。

## 概要
警察庁警備局警備企画課に属しており、任務は全国で行われる協力者運営の管理と警視庁公安部・各道府県警察本部警備部に存在する直属部隊（作業班などと呼ばれる）への指示と教育である。「ゼロ」という名前は一種のコードネームであり、現在でも正式な名称は不明である。
「裏理事官」と通称される警察庁キャリアの理事官によって統括されており、課員は警視庁・道府県警察本部から派遣される。
公安調査庁には協力者運営の管理を行う組織として本庁総務部に工作推進室があり、参事官が室長を務める。

## 歴史
1922年、日本共産党（以下「共産党」）の結成とソビエト連邦の建国によって、日本でも共産主義系組織が著しく台頭していた。その現状に対抗するため内務省警保局に保安課を新たに設置し、課内に陸軍中野学校出身者を中心とした第四係（作業）を創設した。第四係は霞が関の内務省庁舎ではなく、東京・中野にあった陸軍中野学校敷地内に設置され、内務省の職員録や組織票にも要員の名を載せず、議会やマスコミから完全に隠匿されていた。第四係はオペレーションルームであり、特別高等警察を現場執行部隊として動かしていた。
1952年に発生した血のメーデー事件を契機に、共産党の視察と共産党から警察への工作を防ぐ目的で国家地方警察本部警備課四係として創設(事実上の復活)された。1954年の警察庁設置後は、警備局警備第一課を経て警備局公安第一課に移管された。拠点は東京都中野区にあった警察大学校内の「さくら寮」と呼ばれる建物に置かれていたため、「サクラ」と通称された。
1986年に起きた日本共産党幹部宅盗聴事件ではサクラの盗聴活動が明らかとなり、当時の神奈川県警察本部長、同警備部長、警察庁警備局長、同公安第一課長、同課理事官が引責辞任する事態となった。これを受けて、1991年に警察庁警備局で新設された警備企画課の下に入り、拠点も東京都千代田区霞が関の警察総合庁舎に移されて「チヨダ」という名称に変更された。
その後、一連のオウム真理教事件や日本テレビ長官狙撃自白報道の影響で公安警察の活動がクローズアップされるようになると、書籍や雑誌で「チヨダ」の存在が取り沙汰されるようになった。このため、2000年頃に「ゼロから出発しよう」、または「存在しない組織であれ」という意味で「ゼロ」というコードネームに改名されたといわれるが、基本的な業務は「チヨダ」時代と変わらないとされる。また、2010年時点でも「チヨダ」と呼ばれることがあるという。

## 組織
公安警察官がある人物を協力者として獲得する場合、まずはゼロに申請し、承認されると登録番号と工作費が与えられ、作業が開始される仕組みとなっている。協力者のファイルはゼロに一元管理される。こうする事によって複数の公安警察官が同一人物に接触するのを防ぐとともに、「情報の管理」と「協力者の運営」を分離する事で、運営における恣意性や情緒性を排除する効果がある。
チヨダの直属部隊は警視庁公安部に数十名前後、各道府県警察本部警備部に十名前後が存在するとされる。彼らが所属している係は作業班などと呼ばれる。直属部隊は、優れた協力者運営の能力に加え盗聴や盗撮（「秘聴」「秘撮」と呼ばれる）、ピッキング行為といった非合法工作を行う能力も持つとされる。
直属部隊の隊員は高い保秘意識を持つだけでなく、もし工作が暴露された場合には自分が潔く罪を引き受け、組織を守るという「個人責任の原則」に従って行動する。そのため、作業班の工作が表に出る事はほとんど無い。
直属部隊の教育は警察大学校で行われていた。講習は20日間ほどで全員が偽名で参加し、追尾や張り込み、協力者獲得の技術に加え、盗聴、写真撮影、ピッキングといった技術、さらには共産主義研究といった理論教育も行われたという。茨城県警察本部で警備部長を務めた江間恒によると、かつてはピッキングの講習を特務機関に勤務した元軍人に依頼していたという。
直属部隊は指揮系統が独立しており、警視総監や道府県警察本部長でさえ直属部隊がどんな工作を行っているかを把握していないという。チヨダは直属部隊を直接指揮するほか、彼らの人事権を事実上掌握している。

## 活動事例
日本共産党幹部宅盗聴事件の他には、次のような事件がある。
右翼団体への視察
1993年10月に、右翼団体メンバーの男が日本刀を持って外務省に押し入るのを阻止した。逮捕したのは警視庁公安部の作業班であるが、チヨダの特命を受けての行動と見られている。1993年11月に、宝島社に発砲した右翼団体メンバーの男も、視察下に置いていたと言われる。
共産党への解明作業
1990年代に、警視庁公安部公安総務課の作業班が官庁や自治体に存在する共産党員の実態を調査した。その結果、いくつかの中央省庁に共産党員が幹部も含めて存在し、省庁を超えたグループを形成して秘密裏に会合を行っていることが判明した。また、集合の際には点検行動（尾行を撒くために突然振り返ったり、人ごみに隠れるといった行動）を取っていることも確認された。そこで、警視庁公安部公安総務課は彼らの行動確認を行い、交友関係などを調査した。その結果は各省庁に伝えられ、党員たちは主要な地位から排除されていったという。

## 理事官
上述のように、警察庁警備局警備企画課でゼロを統括しているのは指導担当の理事官（いわゆるウラ理事官）である。ウラ理事官には警察官僚の中でも入庁15年程度の警視正が就任し、およそ1年から3年にわたって理事官を務める。
ウラ理事官は組織図から名前が抹消され存在が秘匿されるが、キャリア官僚が突然姿を消すことから、誰がその任に就いたのか分かりやすいという。このポストはエース級の警察官僚が就任する登竜門ポストの一つとされており、ウラ理事官の経験者には後に警察庁長官・警視総監などに栄達した人物も多い。

### 著名なウラ理事官
- 國松孝次（警察庁長官、駐スイス大使）
- 亀井静香（衆議院議員、運輸大臣、建設大臣、国民新党代表）
- 石川重明（警視庁刑事部長、警視総監）
- 高石和夫（警視庁公安部長、副総監）
- 石川正一郎（警視庁公安部長、内閣官房拉致問題対策本部事務局長）
- 植松信一（大阪府警察本部長、内閣情報官、内閣官房参与、世界政経調査会会長）